# Jakob Kroeker
Jakob Kroeker (* 12. November 1872 in Gnadental, Oblast Odessa; † 12. Dezember 1948 in Mühlhausen) war ein russlanddeutscher mennonitischer Theologe, Erweckungsprediger Südrusslands, Mitgründer und von 1920 bis 1945 Direktor des Missionsbundes Licht im Osten, Liederdichter und Autor.

## Leben und Wirken
Jakob Kroeker wurde in Südrussland in einer mennonitischen Kolonie geboren. Nachdem er 1881 mit seinen Eltern auf die Krim ins mennonitische Dorf Spat, nahe Simferopol übergesiedelt war, absolvierte er von 1885 bis 1891 auf einer Privatschule in Simferopol eine Lehrerausbildung. Seine erste Anstellung hatte er von 1891 bis 1893 an einer Schule in Menlertschik (tatarischer Name), einer Zweigkolonie von Spat.

### Reiseprediger in Russland
Schon als Jugendlicher fand er zum christlichen Glauben. Der Besuch einer Veranstaltung mit Abraham Friesen, der in Spat über seine Arbeit in Indien berichtete, bewog ihn zu einer theologischen Ausbildung. 1894 heiratete er Anna Langemann, ging mit ihr zusammen nach Hamburg und begann dort ein Studium am baptistischen Predigerseminar, das er nach vier Jahren abschloss. Da seine Frau kein entsprechendes Gesundheitszeugnis für eine Arbeit im Ausland erhalten konnte, wurde er 1898 von seiner Gemeinde als Reiseprediger für die deutschen Mennoniten in ganz Russland berufen.
Die Zeit zwischen den Reisen nutzte er für schriftstellerische Tätigkeiten, um die während seiner Reisetätigkeit gewonnenen Erfahrungen und Einsichten zu verbreiten. Seine Bücher erschienen in deutscher, viele auch in russischer Sprache. Es entstanden die Zeitschrift Friedensstimme und ein Christlicher Abreißkalender. Diese Arbeit intensivierte er 1906 nach einem Umzug nach Halbstadt in der Molotschna, wo sich das kulturelle Zentrum der Mennoniten Russlands befand. Hier gründete er zusammen mit Heinrich Braun, David Isaak und seinem Vetter Abraham Kroeker eine Druckerei mit Buchbinderei und den ersten mennonitischen Verlag Raduga (Regenbogen).
Durch seine Reisetätigkeit kam Kroeker auch in Berührung mit der Allianzbewegung, die von England und Deutschland auch in Russland Eingang gefunden hatte. Als Redner übte der Evangelist und weltreisende Missionar Friedrich Wilhelm Baedeker den stärksten Einfluss auf ihn aus: „... seine Kirche war weniger eine konfessionelle Gemeinde, sondern die Gemeinschaft der Heiligen ... Er war es, der uns in engste Fühlung mit den russischen Stundistenbrüdern und mit dem erweckten Geistesleben innerhalb des Petersburger Hochadels brachte.“ Doch die Weitherzigkeit Kroekers, die er als Folge seiner vielen interkonfessionellen Kontakte gewonnen hatte, brachte ihn in Konflikt mit etlichen Ältesten seiner Bruderschaft. Er blieb aber Mennonit mit einer Botschaft unter anderen Konfessionen.

### Auswanderung und Arbeit in Deutschland
So kam es, dass er 1910 mit seiner Frau und acht Kindern nach Deutschland, nach Wernigerode am Harz auswanderte. Von hier aus unternahm er bis zum Kriegsausbruch 1914 zahlreiche Reisen nach St. Petersburg und nach Südrussland, durfte aber Wernigerode als russischer Staatsbürger während des Krieges ohne Erlaubnis nicht verlassen. Dass er nicht interniert wurde, hatte er wohl dem Umstand zu verdanken, ein ordinierter Geistlicher der Mennoniten gewesen zu sein. Zwischenzeitlich studierte er 1917/18 an der Universität Berlin Altes Testament und Hebräische Sprache. Danach nahm er seine schriftstellerische Tätigkeit wieder auf und veröffentlichte das mehrbändige, rund 4.000 Seiten umfassende Werk Das lebendige Wort, ein Bibelkommentar zum Alten Testament, das bedingt durch seinen Tod unvollendet blieb. 1926 erschien eine Bibelkonkordanz in russischer Sprache für die Bibelschulen und das Bibelstudium in den russischen Gemeinden.
Zwischen 1918 und 1920 hielten Kroeker und der reformierte Pfarrer Walter Ludwig Jack, der als Reichsdeutscher aus Russland ausgewiesen worden war, in Kriegsgefangenenlagern Bibelkurse für russische Soldaten. Bis zum Friedensschluss 1921, bevor die Kriegsgefangenen und Flüchtlinge in ihre Heimat zurückgingen, wurde diesen der Besuch einer Bibelschule in Wernigerode ermöglicht. Kroekers Dienst an den Kriegsgefangenen in Deutschland gab den entscheidenden Anstoß für die große religiöse Bewegung in Russland nach dem Ersten Weltkrieg.
Diese Erfahrungen veranlassten Jack und Kroeker, 1920 den Missionsbund Licht dem Osten (heute Licht im Osten) zu gründen, mit dem Ziel, christliche Literatur unter der russischen Bevölkerung zu verbreiten. Millionen Bibeln und Bibelteile sind dann im Laufe der Jahre von der Mission Licht im Osten ins russische Reich verschickt worden. Im selben Jahr erschien auch erstmals das Missionsblatt Dein Reich komme. Ab 1921 wurden in Wernigerode internationale jährlich Bibel- und Missionskonferenzen durchgeführt. Nach dem Krieg bereiste Kroeker als gern gehörter Redner Estland, Finnland und Schweden. Von Herbst 1931 bis Juni 1932 hielt er sich mit seiner Frau zu einer Studienreise in Palästina auf, in den zwei Templerkolonien Sarbino bei Jaffa und Sarona in der Nähe von Tel Aviv, wo sich auch einige mennonitische Familien befanden. 1939 starb Walter Jack. Dann kam das Dritte Reich und der Zweite Weltkrieg, die die Arbeitsmöglichkeiten des Missionsbundes erheblich einschränkten. Die äußeren Umstände 1945/46 veranlassten Kroeker zur Übersiedelung nach Mühlhausen (Stuttgart), wo er kurz danach schwer erkrankte.
Seit 2001 erinnert eine gleichnamige Stiftung an Kroeker, die mit ihren Förderbeiträgen die Arbeit von „Licht im Osten“ unterstützt.

## Privates
Jakob Kroeker heiratete 1894 Anna Langemann. Mit ihr hatte er elf Kinder, darunter den Architekten und Hochschullehrer Immanuel Kroeker. 1948 starb er nach geduldig ertragener Krankheit und wurde auf dem Friedhof in Stuttgart-Mühlhausen beigesetzt. Auf seinem Grabmal stehen die Worte der Bibel: „Wir haben hier keine bleibende Stadt, aber die zukünftige suchen wir.“ (Hebr 13,14 )

## Veröffentlichungen (Auswahl)

### Monografien
- Allein mit dem Meister. Evangelische Buchhandlung P. Ott, Gotha 1912; Spener-Verlag, Gießen 1952; Christliche Literatur-Verbreitung, Bielefeld 1989, ISBN 978-3-89397-384-2.
- Das Wachstum des Glaubens. Koezle, Chemnitz 1913; Brunnen Verlag (Gießen) 3. überarb. Aufl. 1969.
- Verhüllte Segenswege des Glaubens. Ott, Gotha 1914; 7. Aufl., Brunnen Verlag, Gießen 1985, ISBN 978-3-7655-5906-8.
- Gottgeweihte Segensträger. Ott, Gotha 1917.
- Vom Heimweh der Seele: Glaubenszeugnisse aus der alttestamentlichen Psalmenliteratur (Übers. u. erl. von J. Kroeker). 2. Aufl., Koezle, Chemnitz 1920.
- Die Sehnsucht des Ostens. Verlag Licht dem Osten, Wernigerode 1920.
- Glaubenskämpfe. G. Koezle, Wernigerode 1921.
- Gottes Segensträger. 4. völlig umgearb. u. erw. Aufl., Verlag Licht dem Osten, Wernigerode 1922; Christliche Literatur-Verbreitung, Bielefeld Sonderausgabe 1999, ISBN 978-3-89397-394-1.
- Der verborgene Umgang mit Gott. Verlag Licht dem Osten, Wernigerode 1922.
- Heilige Verluste. Verlag Licht dem Osten, Wernigerode 1923, 3. Aufl. 1931.
- Das christozentrische Paulusbild. Verlag Licht dem Osten, Wernigerode 1923.
- Noah und das damalige Weltgericht. Verlag Licht dem Osten, Wernigerode 1924.
- Neue Lebensgebiete. Verlag Licht dem Osten, Wernigerode 1924.
- Das verschlossene Heiligtum. Verlag Licht dem Osten, Wernigerode 1924.
- Kraftquellen des Lebens: Gedanken aus den Schriften von Jakob Kroeker. Brunnen Verlag, Gießen 1927, 3. Aufl. 1942.
- Weltstaat und Gottesreich im Lichte des Propheten Daniel Kap. 1–6. Missionsverlag Licht im Osten, Wernigerode 1928.
- Signalrufe der Gottespriester. Brunnen Verlag, Gießen 1930.
- Die Gottesforderung an die jeweilige Weltmacht. Brunnen Verlag, Gießen 1930.
- Die Geistesbotschaft an die Kirche Christi der Gegenwart. Brunnen Verlag, Gießen 1930.
- Der Geisteskampf zwischen Weltmacht und Gottesreich. Brunnen Verlag, Gießen 1930.
- "Das Jahrhundert der Kirche" oder "Die Kirche der Jahrhunderte?" In: Im Kampf um die Kirche. Ott, Gotha 1930, S. 11–29.
- ER sprach zu mir: Biblische Betrachtungen für die stillen Stunden des täglichen Umgangs mit Gott. Brunnen Verlag, Gießen 1934.
- Licht von Seinem Lichte: Worte aus Ewigkeit und Vergänglichkeit. Brunnen Verlag, Gießen 1935.
- Christus, wer bist du? Teil 1: Die Christuserwartungen der Propheten. Brunnen Verlag, Gießen 1938.
- Christus, wer bist du? Teil 2: Das Christus-Evangelium des Paulus. Brunnen Verlag, Gießen 1938.
- Ist beten Unsinn? Ostwerk-Verlag, Berlin 1938.
- Der verborgene Umgang mit Gott. Brunnen Verlag, Gießen 1939.
- Im Morgentau: Gedichte. 2. Aufl., Buchdienst-Verlag, Kreuztal/Westfalen 1947.
- Sein Hirtenamt. Buchdienst-Verlag, Kreuztal/Westfalen 1947.
- Christus und die Endgeschichte. Reith, Wüstenrot/Württemberg 1949 (postum).
- Römerbrief: Kap. 1–8: Von der Kindesstellung (Ein Handkommentar). Oncken, Stuttgart 1949.
- Im Heiligtum des Vaterunsers: Erbauliche Gedanken und Reden über das Gebet des Herrn nach Matth. 6, 9–13. Brunnquell-Verlag, Metzingen/Württemberg 1951.
- Es gibt ein Volk, zerstreut und gesondert. SCM Hänssler, Holzgerlingen 1977, ISBN 978-3-7751-0293-3.
- Lebendige Worte: Jakob-Kroeker-Brevier (Hrsg. Armin Jetter). Brunnen Verlag, Gießen 2008, ISBN 978-3-7655-1927-7.
- Entmutigte Seelen: tieferes Leben in Christus. Samenkorn-Verlag, Steinhagen 2015, ISBN 978-3-86203-137-5.

### Buchreihen
- Reihe: Psalmen-Worte des Glaubens (Übers. und erl. von Jakob Kroeker):
  - Heft 1: Das hohe Lied des Glaubens. Koezle, Chemnitz 1917.
  - Heft 2: Das Pilgerlied des Glaubens. Koezle, Chemnitz 1918.
  - Heft 3: Das Dennoch des Glaubens. Koezle, Chemnitz 1918.
  - Heft 5: Das Heimweh des Glaubens. Koezle, Chemnitz 1919.
- Reihe: Gegenwärtiges Heilsleben:
  - Heft 1: Aus Gott geboren. Johannis-Verlag, Lahr 1918.
  - Heft 2: Das volle Heilsleben. Johannis-Verlag, Lahr 1918.
  - Heft 3: Vermehrte Gnade. Johannis-Verlag, Lahr 1918.
  - Heft 4: Unterbrochenes Siegesleben. Johannis-Verlag, Lahr 1918.
  - Heft 5: Die Feuerprobe. Johannis-Verlag, Lahr 1918.
  - Heft 6: Unter der Wolkensäule. Johannis-Verlag, Lahr 1918.

- Reihe: Das lebendige Wort (als Hrsg. und Mitverfasser mit Hans Brandenburg), eine heilsgeschichtliche Auslegungsreihe, verlegt im Brunnen Verlag (Gießen) und Verlag der Liebenzeller Mission. Zunächst in 12 Bänden erschienen unter dem Titel Das lebendige Wort: eine Einführung in die göttlichen Gedankengänge und Lebensprinzipien des Alten Testaments; später mit geänderter Band-Einteilung in 15 Bänden unter dem Titel Das lebendige Wort: Beiträge zur Einführung in die göttlichen Gedankengänge und Lebensprinzipien des Alten Testaments:
  - Band 1: Die erste Schöpfung: Ihr Fall und ihre Wiederherstellung. Noah und das damalige Weltgericht. Missionsverlag Licht im Osten, Wernigerode 1926.
  - Band 2: Die Patriarchen. Die Grundlagen des Glaubens. Brunnen Verlag, Gießen 1959.
  - Band 3: Israel – ein Wunder der Geschichte. Das Königtum und die Theokratie in Israel. Missionsverlag Licht im Osten, Wernigerode 1927.
  - Band 4: Amos und Hosea. Künder der Gerechtigkeit und Liebe. Missionsverlag Licht im Osten, Wernigerode 1929.
  - Band 5/1: Jesaja I. Teil: Immanuel und die Völker. Brunnen Verlag, Gießen 1931.
  - Band 5/2: Jesaja II. Teil: Das Buch von der Erlösung. Brunnen Verlag, Gießen 1931.
  - Band 6: Jeremia: Der Prophet tiefster Innerlichkeit und schwerster Seelenführung. 2. Aufl., Brunnen Verlag, Gießen 1958.
  - Band 7: Hesekiel. Brunnen Verlag, Gießen 1958.
  - Band 8: Daniel: Staatsmann und Prophet. Brunnen Verlag, Gießen 1959, PDF.
  - Band 9: Die kleinen Propheten I: Joel, Obadja, Jona, Micha, Nahum, Habakuk, Zaphanja. Die warnenden Wächterstimmen. Brunnen Verlag, Gießen 1960.
  - Band 10: Die kleinen Propheten II: Haggai, Sacharia, Maleachi (mit Esra und Nehemia). Die heimgekehrte Gemeinde. Brunnen Verlag, Gießen 1968.

- Reihe: Das lebendige Wort. Sonderausgabe. Die Auslegungsreihe zum Alten Testament (15-bändige Sonderausgabe), VLM, Bad Liebenzell 4. Aufl. 1982, ISBN 978-3-88002-200-3; Brunnen-Verlag, Gießen 1997, ISBN 978-3-7655-5400-1:
  - Band 1: Die Schöpfung – Noah (1. Mose 1–11)
  - Band 2: Abraham – Isaak – Jakob (1. Mose 12–50)
  - Band 3: Israel (2.–5. Mose / Josua / Richter / Samuel / Könige)
  - Band 4: Amos und Hosea
  - Band 5: Jesaja I (Jesaja 1–39)
  - Band 6: Jesaja II (Jesaja 40–66)
  - Band 7: Jeremia
  - Band 8: Hesekiel
  - Band 9: Daniel
  - Band 10: Die kleinen Propheten I (Joel / Obadja / Jona / Micha / Nahum / Habakuk / Zephanja)
  - Band 11: Die kleinen Propheten II (Haggai / Sacharja / Maleachi mit Esra und Nehemia)
  - Band 12: Das Buch Hiob
  - Band 13: Die Psalmen I (Psalm 1–72)
  - Band 14: Die Psalmen II (Psalm 73–150)
  - Band 15: Sprüche - Prediger - Hohelied

- Reihe: Menschen der Bibel:
  - Band 5: Jesaja der Ältere, der Prophet des Glaubens. Acker-Verlag, Berlin 1935, 2. Aufl. 1937.